# NGC 1730
NGC 1730 في الفهرس العام الجديد، هي مجرة، تقع في كوكبة الأرنب. اكتشفت في 14 نوفمبر 1885 بواسطة لويس سويفت.

## روابط خارجية
- NGC 1730 على موقع ويكي سكاي: DSS2, SDSS, GALEX, IRAS, Hydrogen α, X-Ray, Astrophoto, Sky Map, Articles and images